# Formação Xingezhuang
A Formação Xingezhuang é uma formação rochosa contendo fósseis do Cretáceo Superior na China. Ele está localizado perto de Zhucheng, na província de Shandong. Possuí um depósito fossilífero rico de vertebrados de grandes proporções, como dinossauros tiranossaurídeos, ceratopsídeos e ornitópodes.

## Descrição
A formação é o resultado de depósitos aluviais acumulados durante o Cretáceo Superior, no processo de criação do Grupo Wangshi. O mesmo ocorreu paralelamente com a formação de um cinturão orogênico de Sulu ao sul da bacia Jiolai, que foi rapidamente elevado e substituiu as rochas vulcânicas do Grupo Qingshan, dando origem a bacia supracitada com sua composição estratigráfica. A subsunção da placa do Pacífico ocidental durante o Cretáceo Superior levou há um aumento, em sentido meridional, da margem continental do Leste Asiático, desencadeado a deposição do Grupo Wangshi na Bacia Jiaolai à partir do estágio Campaniano, há 77,3 milhões de anos, finalizando sua deposição no começo do Maastrichtiano, cerca de 70 milhões de anos atrás.

## Conteúdo fóssil

### Ornitísquios
| Chave de cores \| Taxon \| Táxon reclassificado \| Táxon falsamente relatado como presente \| Táxon duvidoso ou sinônimo júnior \| Ichnotáxon \| Ootaxa \| Morfotáxon \| |                      | Notas Táxons incertos ou provisórios estão em texto pequeno; táxons riscados estão desacreditados. |                                   |            |        |            |
| Taxon | Táxon reclassificado | Táxon falsamente relatado como presente                                                            | Táxon duvidoso ou sinônimo júnior | Ichnotáxon | Ootaxa | Morfotáxon |

#### Ceratopsídeos
| Gênero           | Espécies         | Local | Membro | Material | Notas                                                                 | Imagens |
| ---------------- | ---------------- | ----- | ------ | --- | --------------------------------------------------------------------- | ------- |
| Sinoceratops     | S. zhuchengensis | N/A   | N/A    | Crânio parcial, incluindo a caixa craniana. | Primeiro dinossauro ceratopsídeo descoberto fora da América do Norte. |         |
| Zhuchengceratops | Z. inexpectus    | N/A   | N/A    | Esqueleto parcialmente articulado, incluindo vértebras, costelas, dentes e partes do crânio e mandíbulas. |                                                                       |         |
| Ischioceratops   | I. zhuchengensis | N/A   | N/A    | Espécime parcialmente articulado compreendendo todo o sacro, alguns tendões ossificados, ambas as metades da pelve, as 15 vértebras caudais mais anteriores em uma série articulada e o fêmur direito, tíbia e fíbula. |                                                                       |         |

#### Ornitópodes
| Chave de cores \| Taxon \| Táxon reclassificado \| Táxon falsamente relatado como presente \| Táxon duvidoso ou sinônimo júnior \| Ichnotáxon \| Ootaxa \| Morfotáxon \| |                      | Notas Táxons incertos ou provisórios estão em texto pequeno; táxons riscados estão desacreditados. |                                   |            |        |            |
| Taxon | Táxon reclassificado | Táxon falsamente relatado como presente                                                            | Táxon duvidoso ou sinônimo júnior | Ichnotáxon | Ootaxa | Morfotáxon |

| Gênero          | Espécies     | Local | Membro | Material                        | Notas | Imagens |
| --------------- | ------------ | ----- | ------ | ------------------------------- | --- | ------- |
| Shantungosaurus | S. giganteus | N/A   | N/A    | Um esqueleto bastante completo. | Um hadrossauro saurolofino edmontossaurino que está entre os maiores ornitísquios que já existiu, medindo 14,7 metros a 16,6 metros de comprimento. Um grande buraco perto de suas narinas pode ter sido coberto por uma aba solta, que pode ser inflada para emitir sons. |         |

#### Saurópodes
| Chave de cores \| Taxon \| Táxon reclassificado \| Táxon falsamente relatado como presente \| Táxon duvidoso ou sinônimo júnior \| Ichnotáxon \| Ootaxa \| Morfotáxon \| |                      | Notas Táxons incertos ou provisórios estão em texto pequeno; táxons riscados estão desacreditados. |                                   |            |        |            |
| Taxon | Táxon reclassificado | Táxon falsamente relatado como presente                                                            | Táxon duvidoso ou sinônimo júnior | Ichnotáxon | Ootaxa | Morfotáxon |

| Gênero        | Espécies              | Local           | Membro        | Material       | Notas                      | Imagens |
| ------------- | --------------------- | --------------- | ------------- | -------------- | -------------------------- | ------- |
| Zhuchengtitan | Z. zangjiazhuangensis | Shandong, China | Série Wangshi | Um único úmero | Um saurópode saltasaurídeo |         |

#### Terópodes
| Chave de cores \| Taxon \| Táxon reclassificado \| Táxon falsamente relatado como presente \| Táxon duvidoso ou sinônimo júnior \| Ichnotáxon \| Ootaxa \| Morfotáxon \| |                      | Notas Táxons incertos ou provisórios estão em texto pequeno; táxons riscados estão desacreditados. |                                   |            |        |            |
| Taxon | Táxon reclassificado | Táxon falsamente relatado como presente                                                            | Táxon duvidoso ou sinônimo júnior | Ichnotáxon | Ootaxa | Morfotáxon |

| Gênero                      | Espécies         | Local           | Membro        | Material | Notas | Imagens |
| --------------------------- | ---------------- | --------------- | ------------- | --- | --- | ------- |
| Zhuchengtyrannus            | Z. magnus        | Shandong, China | Série Wangshi | Um crânio parcial | Um tiranossauríneo do tamanho de Tarbosaurus. Zhuchengtyrannus pode ser distinguido de todos os outros tiranossauros por uma única autapomorfia, a presença de uma prateleira horizontal na superfície lateral da base do processo ascendente da maxila e um entalhe arredondado na margem anterior da fenestra maxilar . Zhuchengtyrannus também possui uma margem ventral da fenestra antorbital que fica bem acima da borda ventral da fossa antorbital. Além disso, o comprimento total da fenestra maxilar é mais da metade da distância entre as margens anteriores da fossa antorbital e a fenestra. Ao contrário do contemporâneo Tarbosaurus, Zhuchengtyrannus carece de um flange subcutâneo na parte posterodorsal do ramo jugal da maxila, e uma prateleira palatina ventralmente convexa que cobre as protuberâncias das raízes da parte posterior dentes em vista medial. |         |
| Tyrannosaurus zhuchengensis | T. zhuchengensis | N/A             | N/A           | | Sinônimo de Zhuchengtyrannus. |         |
| Anomalipes                  | A. zhaoi         |                 | Série Wangshi | Um membro posterior esquerdo incompleto, incluindo uma coxa esquerda parcial, canela e perna, um metatarso III completo e dois ossos do dedo do pé | Um oviraptorosauriano caenagnatídeo. |         |